# 第百十一号駆潜特務艇
| 艦歴               | 艦歴                          |
| ------------------ | ----------------------------- |
| 建造所             | タンジョン・プリオク船渠      |
| 起工               |                               |
| 進水               | 1941年                        |
| 竣工               | 1942年捕獲 12月20日艦籍編入   |
| 喪失               | 1943年7月22日戦没             |
| 除籍               | 1943年11月1日                 |
| 要目（整備完成時） |                               |
| 排水量             | 基準：25トン                  |
| 全長               | 18.90m                        |
| 全幅               | 水線幅：3.90m                 |
| 吃水               | 1.10m                         |
| 機関               | ガソリン機関2基、2軸、400馬力 |
| 速力               | 12.0ノット                    |
| 航続距離           |                               |
| 燃料搭載量         |                               |
| 乗員               |                               |
| 兵装（推定）       | 13mm単装機銃2艇、爆雷4個      |

第百十一号駆潜特務艇（だいひゃくじゅういちごうくせんとくむてい）は、日本海軍の駆潜特務艇。旧オランダ海軍小型駆潜艇P13またはP14。1942年3月に捕獲、1943年戦没。

## 艦歴
旧オランダ海軍P9級駆潜艇で同級の8隻(P9からP16）と共に日本軍の侵攻により多くが沈没処分にされていた。日本軍はそのうち5隻を浮揚し、一番状態が良かったらしい1隻のみが1942年（昭和17年）12月20日に日本軍の艦籍に編入された。旧P13またはP14のどちらかであるが、混乱のため正確なことはわからない。
翌1943年（昭和18年）に整備が完成したが、同年7月22日にスラバヤで爆撃を受け沈没した。11月1日除籍。なお他の同級艇は戦後オランダに返還された。